# Petr Charouz
Petr Charouz (* 5. ledna 1991 v Praze) je český automobilový závodník a bývalý pilot FIA GT Series. Je synem podnikatele a závodníka Antonína Charouze a mladším bratrem testovacího pilota F1 a vítěze Le Mans Series z roku 2009 Jana Charouze.

## Závodní výsledky
- 2009: Lamborghini Super Trofeo, Lamborghini Racing Eastern Europe - 10. místo
- 2010: Lamborghini Super Trofeo, Charouz-Gravity Racing
- 2011: Lamborghini Super Trofeo - 13. místo
- 2013: FIA GT Series Pro-Am, HTP Gravity Charouz - 1. místo